# 益田駅 (深圳市)
益田駅（えきでんえき、ますだえき）は中華人民共和国深圳市福田区に位置する深圳地下鉄3号線(龍崗線)の駅。

## 駅構造
島式ホーム1面2線を有する地下駅。ホームドア設置。
| 竜崗線ホーム (B2F) | ←■竜崗線降車専用ホーム |
| 竜崗線ホーム (B2F) | 島式ホーム             |
| 竜崗線ホーム (B2F) | ■竜崗線 双竜方面→      |

## 歴史
- 2011年6月22日 - 開業。

## 隣の駅
深圳地下鉄
■竜崗線
石廈駅 - 益田駅 - 福保駅